# Răstoaca
Răstoaca é uma comuna romena localizada no distrito de Vrancea, na região de Moldávia. A comuna possui uma área de 20.50 km² e sua população era de 2461 habitantes segundo o censo de 2007.